# Ílhavo (freguesia)
Ílhavo (São Salvador) es una freguesia portuguesa del concelho de Ílhavo, con 41,68 km² de superficie y 16.760 habitantes (2001). Su densidad de población es de 402,1 hab/km².